# Albert Bilo
Albert Bilo (* 8. September 1953 in Bergisch Gladbach) ist ein deutscher Bibliothekar. Er war langjähriger Direktor der Universitätsbibliothek Duisburg-Essen.

## Leben und Wirken
Albert Bilo studierte Sozialwissenschaft, Geschichte und Philosophie an der Rheinisch-Westfälischen Technischen Hochschule Aachen und legte 1983 das Staatsexamen ab. Von 1980 bis 1986 war er Mitarbeiter an der Arnold-Gehlen-Gesamtausgabe (Soziologisches Institut der RWTH Aachen). Von 1983 bis 1986 war Bilo wissenschaftlicher Mitarbeiter an der Technischen Hochschule Aachen. Als Bibliotheksreferendar an der Universitätsbibliothek Bochum und der Stadtbibliothek Essen trat er 1986 in die Ausbildung für den höheren Bibliotheksdienst ein und absolvierte die Fachprüfung hierfür 1988 an der Fachhochschule für Bibliotheks- und Dokumentationswesen in Köln.
Von 1988 bis 1997 arbeitete Albert Bilo als wissenschaftlicher Bibliothekar an der Universitäts- und Landesbibliothek Düsseldorf, ab 1995 als Bibliotheksdirektor und Leiter der Erwerbungsabteilung. Von 1997 bis 2019 war er Leitender Bibliotheksdirektor der Universitätsbibliothek Duisburg-Essen.
Albert Bilo arbeitete im Bibliotheksbereich in mehreren Gremien mit, etwa im Vorstand des Deutschen Bibliotheksverbands, der Deutschen Forschungsgemeinschaft (Bibliotheksunterausschuß Informationsmanagement) oder im Beirat der Deutschen Nationalbibliothek. Seit 2006 hat er einen Lehrauftrag an der Fachhochschule Köln (Institut für Informationswissenschaft) inne.
Im Mittelpunkt seiner Veröffentlichungen stehen die Personalentwicklung und die Funktion der Bibliothek in der modernen Informationsgesellschaft.

## Schriften (Auswahl)
- (Mithrsg.): Arnold Gehlen / Gesamtausgabe. Bd. 4: Philosophische Anthropologie und Handlungslehre. Klostermann, Frankfurt/M. 1983, ISBN 3-465-01532-0.
- Die Bibliothek des Dichters Paul Ernst in der Universitätsbibliothek Bochum. Fachhochschule für Bibliotheks- und Dokumentationswesen, Köln 1987.
- Information als Ware. Kosten- und leistungswirksames Marketing für Hochschulbibliotheken. In: Sabine Wefers (Hrsg.): Die Herausforderung der Bibliotheken durch elektronische Medien und neue Organisationsformen (= Zeitschrift für Bibliothekswesen und Bibliographie, Sonderhefte, Bd. 63). Klostermann, Frankfurt/M. 1996, S. 125–135, ISBN 3-465-02850-3.
- (mit Roman Makowski u. Uta Müller): Die kostentechnische Seite des Dienstleistungsangebotes von Hochschulbibliotheken. In: Sabine Wefers (Hrsg.): Ressourcen nutzen für neue Aufgaben (= Zeitschrift für Bibliothekswesen und Bibliographie, Sonderhefte, Bd. 66). Klostermann, Frankfurt/M. 1997, S. 57–68, ISBN 3-465-02908-9.
- Anpassung oder Strukturwandel. Elektronische Publikationen und digitale Bibliotheken aus der Sicht bibliothekarischer Praxis. In: Beate Tröger (Hrsg.): Wissenschaft online. Elektronisches Publizieren in Bibliothek und Hochschule (= Zeitschrift für Bibliothekswesen und Bibliographie, Sonderhefte, Bd. 80). Klostermann, Frankfurt/M. 2000, S. 121–144, ISBN 3-465-03081-8.
- Wenn guter Rat teuer ist. Die Empfehlungen des Wissenschaftsrates zur digitalen Literaturversorgung durch Hochschulbibliotheken. Ein Kommentar. In: Hannelore Benkert (Hrsg.): Die Bibliothek zwischen Autor und Leser (= Zeitschrift für Bibliothekswesen und Bibliographie, Sonderhefte, Bd. 84). Klostermann, Frankfurt/M. 2003, S. 392–410, ISBN 3-465-03252-7.
- Der Stellenwert und die Funktion von Praxisphasen und Praxisprojekten in den Qualifizierungsangeboten für Leitungsfunktionen in Bibliotheken. In: Zeitschrift für Bibliothekswesen und Bibliographie, Bd. 55 (2008), S. 165–173.
- Was ist eigentlich Bibliothekspolitik? In: Christine Haug/Rolf Thiele (Hrsg.): Buch – Bibliothek – Region. Wolfgang Schmitz zum 65. Geburtstag. Harrassowitz, Wiesbaden 2014, S. 191–206, ISBN 3-447-10195-4.
- (mit Doris Pohl): Personal in Entwicklung. Das Personalentwicklungskonzept der Universitätsbibliothek Duisburg-Essen. In: Sabine Schulz (Hrsg.): Personalentwicklung an Hochschulen – weiterdenken (= Hochschulmanagement und Personalentwicklung, Bd. 5). UVW Universitätsverlag, Bielefeld 2015, S. 137–152, ISBN 978-3-937026-94-7.
- Zielgruppenorientiert, zentral, zukunftsfähig. Die fusionierte Universitätsbibliothek Duisburg-Essen als Modell des Veränderungsmanagements. In: Zeitschrift für Bibliothekswesen und Bibliographie, Bd. 63 (2016), S. 13–23.
- (Mitarb.): Hermann Rösch/Jürgen Seefeldt/Konrad Umlauf: Bibliotheken und Informationsgesellschaft in Deutschland. 3. neukonzipierte und aktualisierte Aufl. Harrassowitz, Wiesbaden 2019, ISBN 978-3-447-06620-4.
- Personalentwicklung und Forschungsdatenmanagement. Ein Blick auf die Anforderungsprofile in aktuellen Stellenausschreibungen. In: Simone Fühles-Ubach (Hrsg.): Bibliotheksentwicklung im Netzwerk von Menschen, Informationstechnologie und Nachhaltigkeit. Festschrift für Achim Oßwald. Bock + Herchen, Bad Honnef 2019, S. 11–30, ISBN 978-3-88347-311-6.